# Ralph James
Ralph James (Los Angeles County, 29 novembre 1924 – Beverly Hills, 14 marzo 1992) è stato un attore statunitense.
Fu, tra l'altro, la voce fuori campo che interpretava Orson nella versione originale in lingua inglese del telefilm Mork & Mindy.